# LAN Chile
LAN Chile (Linha Aérea Nacional do Chile), IATA: LA, OACI: LAN, e Callsign: LAN) é uma linha aérea chilena estabelecida en el Aeroporto Internacional Comodoro Arturo Merino Benítez em Santiago de Chile, com voos a América Latina, América do Norte, Oceania e Europa.
É filial de LAN Airlines que é membro da aliança de linhas aéreas Oneworld.

## Historia
A linha aérea foi fundada no Chile pelo Comandante de Serviços Aéreos do Exército Arturo Merino Benítez, (de quem toma seu nome o principal aeroporto de Santiago), começando suas operações em 5 de março de 1929 sob o nome de Linha Aeropostal Santiago-Arica. Em 1932, pelo DFL 247, adquire o nome de LAN Chile e passa a ser propriedade do Estado Chileno.

## Ligações Externas
- Sitio web oficial de LAN.
- Rutas Nacionales